# Koźmin Wielkopolski (gmina)
Pour les articles homonymes, voir Koźmin.
Koźmin Wielkopolski est une gmina mixte du powiat de Krotoszyn, Grande-Pologne, dans le centre-ouest de la Pologne. Son siège est la ville de Koźmin Wielkopolski, qui se situe environ 16 km au nord de Krotoszyn et 74 km au sud-est de la capitale régionale Poznań.
La gmina couvre une superficie de 152,69 km2 pour une population de 13 820 habitants en 2006.

## Géographie

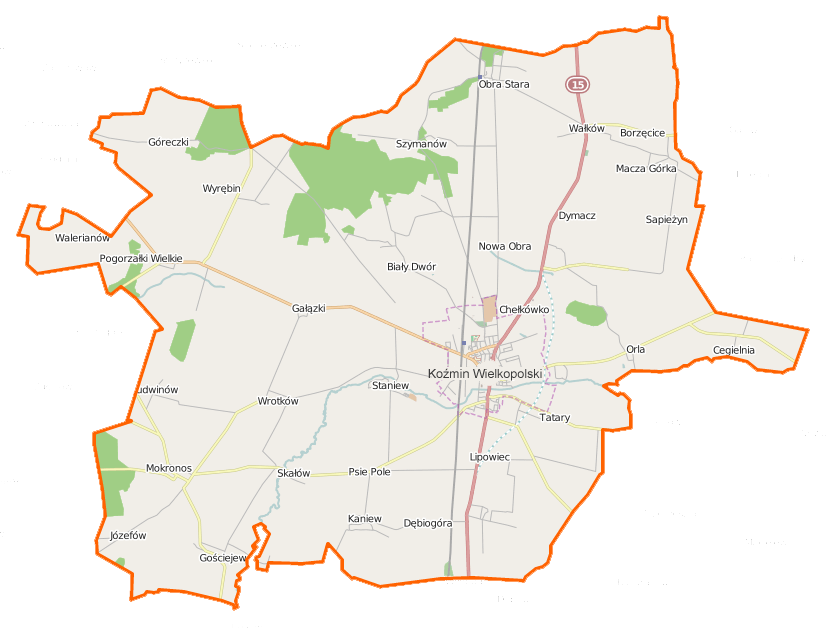
Plan de la gmina.

Outre la ville de Koźmin Wielkopolski, la gmina inclut les villages et les localités de :
- Biały Dwór
- Borzęcice
- Borzęciczki
- Cegielnia
- Czarny Sad
- Dębiogóra
- Dębówiec
- Gałązki
- Góreczki
- Józefów
- Kaniew
- Lipowiec
- Mokronos
- Mycielin
- Nowa Obra
- Orla
- Pogorzałki Wielkie
- Sapieżyn
- Serafinów
- Skałów
- Staniew
- Stara Obra
- Suśnia
- Szymanów
- Tatary
- Walerianów
- Wałków
- Wrotków
- Wyrębin

### Gminy voisines
La gmina de Koźmin Wielkopolski est bordée des gminy de :
- Borek Wielkopolski
- Dobrzyca
- Jaraczewo
- Jarocin
- Krotoszyn
- Pogorzela
- Rozdrażew

## Structure du terrain
D'après les données de 2002 la superficie de la commune de Koźmin Wielkopolski est de 152,69 km2, répartis comme tel :
- terres agricoles : 88 %
- forêts : 6 %

La commune représente 21,38 % de la superficie du powiat.

## Démographie
Données du 30 juin 2004 :
| Description        | Total  | Total | Femmes | Femmes | Hommes | Hommes |
| ------------------ | ------ | ----- | ------ | ------ | ------ | ------ |
| Unité              | Nombre | %     | Nombre | %      | Nombre | %      |
| population         | 13 854 | 100   | 7 053  | 50,9   | 6 801  | 49,1   |
| Densité (hab./km²) | 90,7   | 90,7  | 46,2   | 46,2   | 44,5   | 44,5   |